# Legamento sopraspinoso

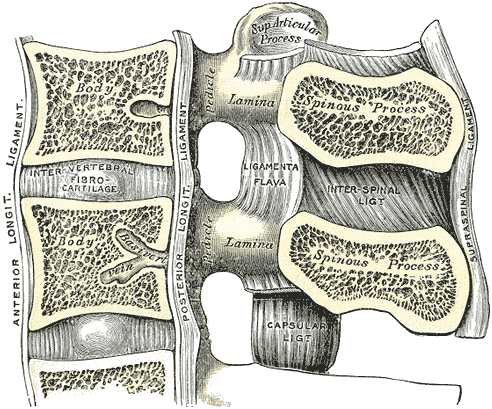
Sezione vertebrale: il legamento sopraspinale è sull'estrema destra

Il legamento sopraspinoso è uno spesso cordone fibroso della colonna vertebrale, sottostante al legamento nucale, che si estende dalla settima vertebra cervicale fino al sacro. Ha un ruolo di supporto strutturale ed articolatorio.
Il legamento sopraspinoso si fissa all'apice dei processi spinosi, sovrapponendosi dietro a quelli interspinosi. 
È più spesso e largo nella regione lombare rispetto a quella toracica, ed in entrambe le zone è strettamente connesso alla fascia di tessuto connettivo circostante.